# Festivali i Këngës

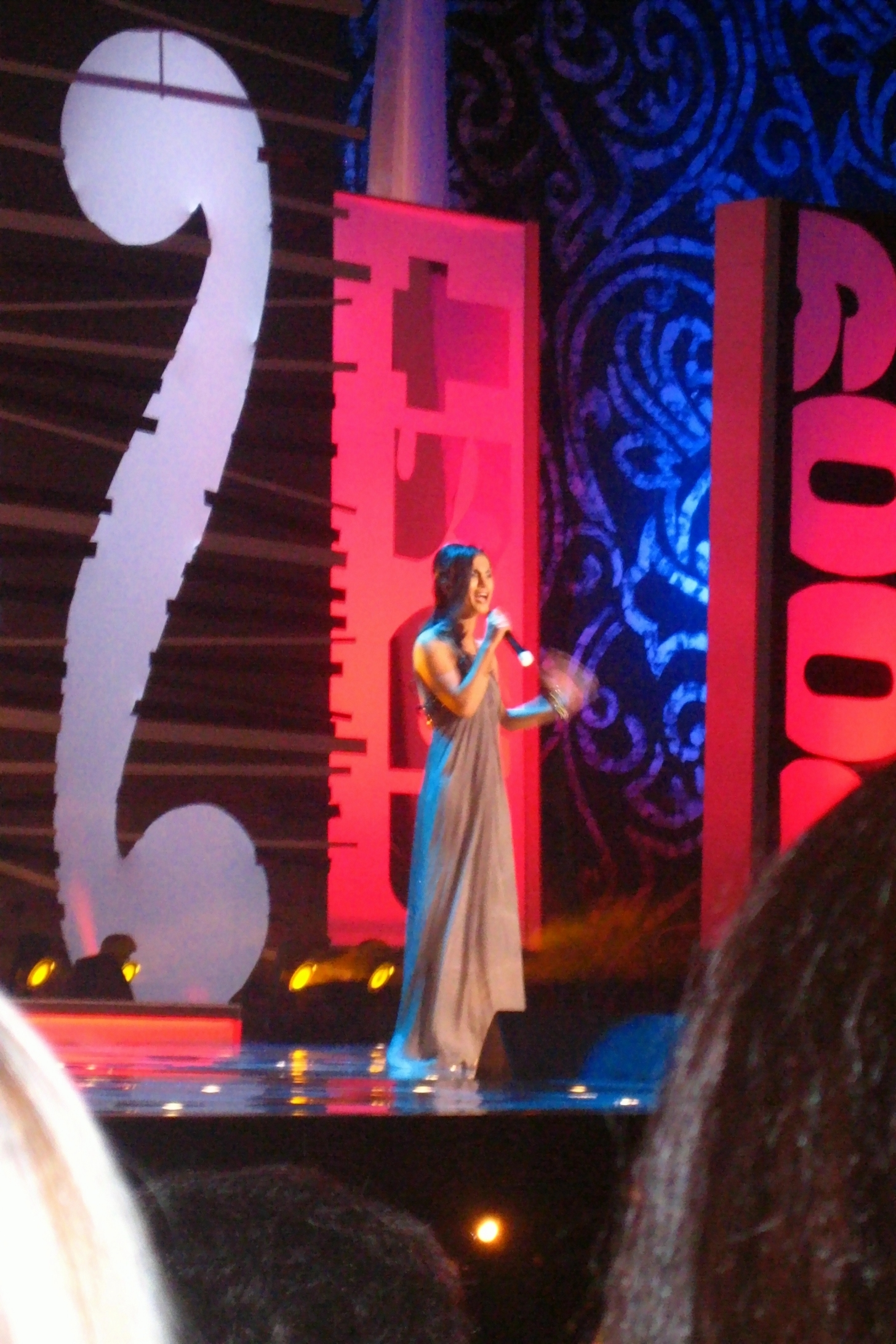
Auftritt von Anjeza Shahini am 48. Festivali i Këngës 2009

Das Festivali i Këngës ist ein Musikfestival in Albanien. Es wird seit 1962 im albanischen Fernsehsender TVSH ausgetragen. Es findet jeweils jährlich im Dezember statt. Seit 2003 fungiert es als albanische Vorentscheidung für den Eurovision Song Contest.

## Veranstaltung
Der Gesangswettbewerb wird jeweils Ende Dezember durchgeführt und live im albanischen Fernsehen übertragen. Das Format der Veranstaltung änderte sich aber immer wieder.
In den letzten Jahren fand das Festivali i Këngës an drei aufeinanderfolgenden Abenden statt. 2018 traten alle Sängerinnen und Sänger der ersten beiden Abende auch am dritten Abend im Finale an, sie dienten aber der Vorauswahl, und nur die Besten schafften den Sprung ins Finale. 2016 wurde die Teilnehmerzahl um ein Fünftel auf 24 reduziert. Eine Jury bestimmt jeweils den Sieger.
Neben den Teilnehmern treten außerhalb der Konkurrenz weitere Sängerinnen und Sänger auf – meist Gewinner aus den Vorjahren.
Die Gesangsvorträge werden vom RTSH-Fernsehorchester im Saal begleitet.

## Geschichte
Das Festival hatte sich nach der ersten Austragung im Dezember 1962 rasch als wichtiger Wettbewerb der Sänger in Albanien etabliert. Beim XI. Festivali i Këngës im Dezember 1972 wurde erstmals westlich geprägte Musik gespielt, und es waren junge Frauen in Miniröcken zu sehen. Die Abkehr von dem bisher vom sozialistischen Realismus geprägten Festival führte zur Kritik innerhalb der Führung der PPSh. Auf dem 4. Plenum des ZK der PPSh, das vom 26. Juni bis zum 28. Juni 1973 stattfand, wurden Todi Lubonja, Generaldirektor von RTVSh, und Fadil Paçrami, der mitverantwortlich für die Durchführung des Festivals war, schwer kritisiert und beiden ein Untergraben der realsozialistischen Parteidisziplin und Verderben der Jugend vorgeworfen. Sie verloren alle ihre Ämter und wurden später als Feinde des Volkes für viele Jahre inhaftiert. Als Folge dieser Einmischung der höchsten Staatsführung unter Enver Hoxha wurden mehr politische und folkloristische Lieder vorgetragen.
Das Festivali i Këngës wurde auch nach dem Zusammenbruch des Einparteiensystems weiterhin durchgeführt. Ab 1999 bekam es allerdings Konkurrenz durch neue Musik-Shows privater Fernsehsender. Ab dieser Zeit stand auch die Jury vermehrt unter Kritik: Ihr wurde Käuflichkeit vorgeworfen und dass die Spitzenplätze schon vorab vergeben seien. Diese Vorwürfe mehrten sich für einige Zeit, nachdem das Festival 2003 zum albanischen Vorentscheid des Eurovision Song Contest wurde.

## Austragungsort
Bisher gab es drei Austragungsorte:

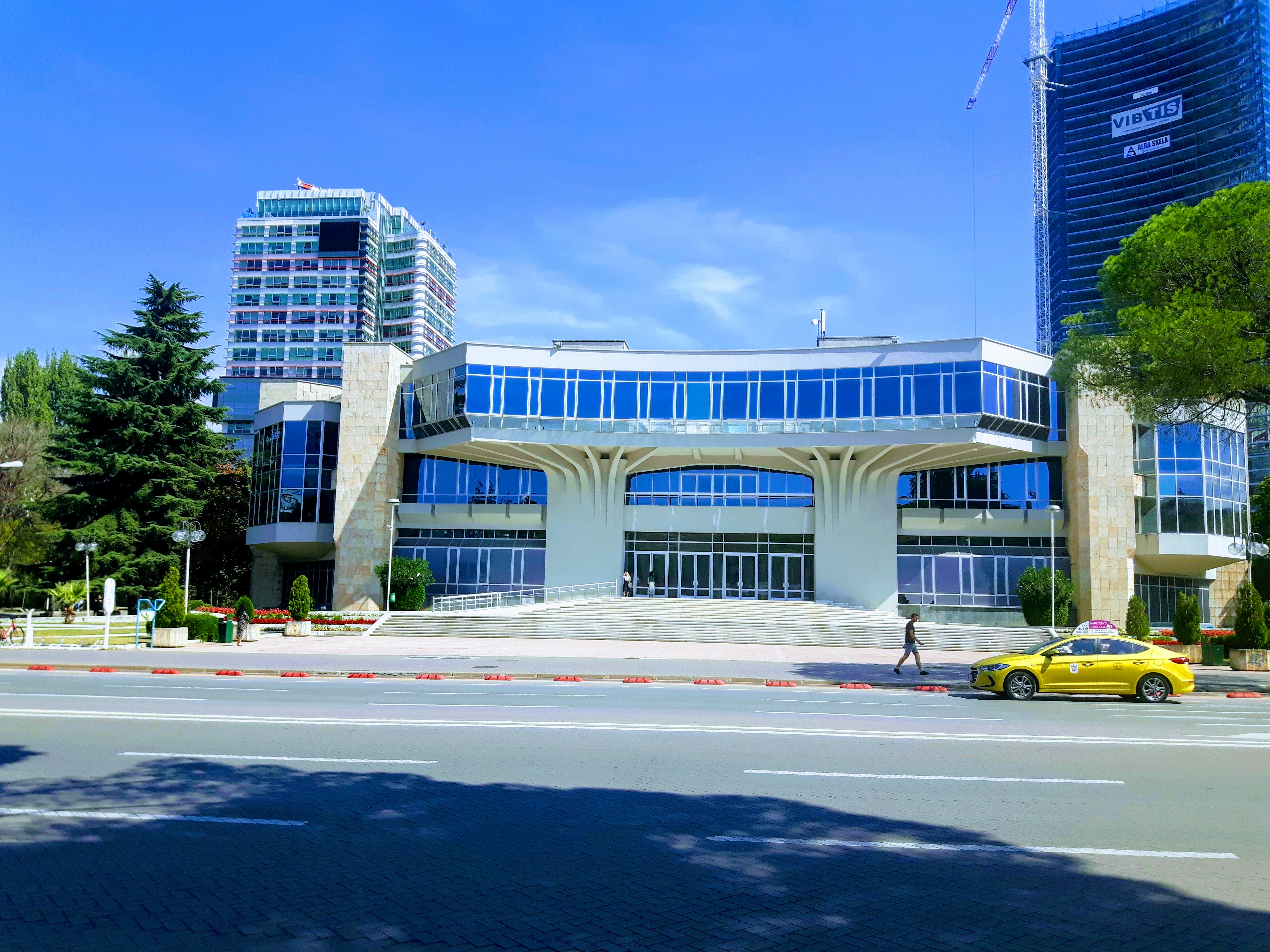
Kongresspalast Tirana

- 1962–1968 wurde das jeweilige Festivali i Këngës in der ILA Halle in Tirana ausgetragen.
- 1969–1988 wurde das Festival im Theater für Oper und Ballett in Tirana ausgetragen.
- Seit 1989 ist der Austragungsort der Pallati i Kongreseve in Tirana (mit Ausnahme von FiK 2020).

## Bisherige Gewinner

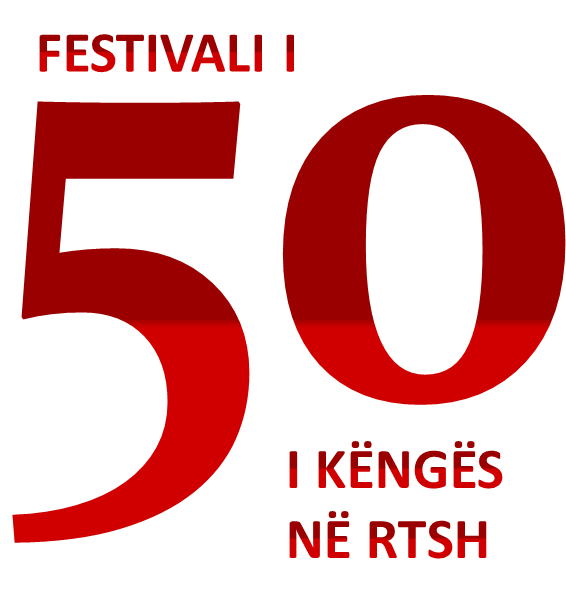
Logo des 50. Festivals 2011

Vaçe Zela gewann in den 1960er und 1970er Jahren insgesamt zehn Mal. Vier Mal wurde der Wettbewerb von Tonin Tërshana gewonnen. Elsa Lila gewann insgesamt dreimal: Zweimal in den 1990er Jahren sowie im Jahr 2022. Ebenfalls dreimal waren Manjola Nallbani, Aurela Gaçe und Ema Qazimi siegreich. Eine Reihe von Interpreten gewann das Festival zweimal, nämlich Ardit Gjebrea, Frederik Ndoci, Parashqevi Simaku, Alida Hisku, Mira Konçi und Nertila Koka.
| Jahr | Interpret                                           | Lied Musik (M) und Text (T)                                         |
| ---- | --------------------------------------------------- | ------------------------------------------------------------------- |
| 1962 | Vaçe Zela                                           | Fëmija i parë M: Abdulla Grimci, T: Dionis Budani                   |
| 1963 | Nikoleta Shoshi                                     | Flakë e borë M: Tish Daija, T: Llazar Siliqi                        |
| 1964 | Vaçe Zela                                           | Sot jam 20 vjeç M: Llazar Morcka, T: Dionis Budani                  |
| 1965 | Tonin Tërshana                                      | Të dua o Det M: Tonin Harapi                                        |
| 1966 | Vaçe Zela                                           | Shqiponjë e Lirë M: Pjetër Gaci, T: Ismail Kadare                   |
| 1967 | Vaçe Zela                                           | Këngë për Shkurte Vatën M: Ferdinand Deda, T: Ruzhdi Pulaha         |
| 1968 | Vaçe Zela                                           | Mësuesit hero M: Limos Dizdari, T: Dritëro Agolli                   |
| 1969 | David Tukiçi                                        | Dhuratë për ditëlindje M: Nikolla Zoraqi, T: Fatos Arapi            |
| 1970 | Vaçe Zela                                           | Mesnatë M: Shpëtim Kushta                                           |
| 1970 | Ema Qazimi                                          | Shtëpia ku lindi partia M: Nikolla Zoraqi                           |
| 1971 | Tonin Tërshana                                      | Kënga e nënës M: Agim Prodani                                       |
| 1972 | Tonin Tërshana                                      | Kur vjen Pranvera M: Pjeter Gaci, T: Fatos Arapi                    |
| 1973 | Vaçe Zela                                           | Gjumë të arta M: Kujtim Laro, T: Lirim Deda                         |
| 1974 | Alida Hisku                                         | Vajzat e fshatit tim M: Enver Shëngjergji, T: Zhuljana Jorganxhi    |
| 1975 | Alida Hisku                                         | Buka e duarve tona M: Kujtim Laro, T: Xhevahir Spahiu               |
| 1976 | Vaçe Zela                                           | Nënë moj do pres gërshetin M: Avni Mula, T: Hysni Milloshi          |
| 1977 | Vaçe Zela                                           | Gonxhe në pemën e lirisë M: Limos Dizdari, T: Zhuliana Jorganxhi    |
| 1978 | Gaqo Çako                                           | Këputa një flethe dafine M: Limos Dizdari, T: Xhevahir Spahiu       |
| 1979 | Avni Mula, Ema Qazimi                               | Trëndelinë dhe Këngë M: Avni Mula, T: Hysni Milloshi                |
| 1980 | Vaçe Zela                                           | Shoqet tona Ideale M: Agim Prodani, T: Zhuliana Jorganxhi           |
| 1981 | Ema Qazimi                                          | Krenari e brezave M: Feim Ibrahimi, T: Gjokë Beci                   |
| 1982 | Marina Grabovari                                    | Një djep ne barrikadë M: Avni Mula, T: Hysni Milloshi               |
| 1983 | Tonin Tërshana                                      | Vajzë moj, lule moj M: Luan Zhegu, T: Adelina Balashi               |
| 1984 | Nertila Koka & Gezim Çela                           | Çel si gonxhe dashuria M: Vladimir Kotani, T: Arben Duka            |
| 1985 | Parashqevi Simaku                                   | Në moshën e rinisë M: Vladimir Kotani, T: Arben Duka                |
| 1986 | Nertila Koka                                        | Dy gëzime në një ditë M: David Tukiçi, T: Gjokë Beci                |
| 1987 | Irma & Eranda Libohova                              | Nuk e harroj M: Agim Krajka, T: Haxhi Rama                          |
| 1988 | Parashqevi Simaku                                   | E duam Lumturinë M: Pirro Çako, T: Agim Doçi                        |
| 1989 | Frederik Ndoci, Manjola Nallbani & Julia Ndoci      | Toka e diellit M: Aleksandër Peçi, T: Xhevahir Spahiu               |
| 1990 | Anita Bitri                                         | Askush s'do ta besojë M: Flamur Shehu, T: Jorgo Papingji            |
| 1991 | Ardit Gjebrea                                       | Jon M: Ardit Gjebrea, T: Xhankarlo Milone, Zhuljana Jorganxhi       |
| 1992 | Manjola Nallbani, Aleksander Gjoka & Viktor Tahiraj | Pesha e fatit M: Osman Mula, T: Alqi Boshnjak                       |
| 1993 | Manjola Nallbani                                    | Kur e humba nje dashuri M: Vladimir Kotani, T: Jorgo Papingji       |
| 1994 | Mira Konçi                                          | Të sotmen Jeto M: Shpëtim Saraçi, T: Alqi Boshnjakut                |
| 1995 | Ardit Gjebrea                                       | Eja M: Ardit Gjebrea, T: Xhevahir Spahiu                            |
| 1996 | Elsa Lila                                           | Pyes Lotin M: Valentin Veizi, T: Enrieta Sina                       |
| 1997 | Elsa Lila                                           | Larg Urrejtjes M: Valentin Veizi, T: Alqi Boshnjaku                 |
| 1998 | Albërie Hadërgjonaj                                 | Mirësia dhe e vërteta M: Luan Zhegu, T: Arben Duka                  |
| 1999 | Aurela Gaçe                                         | S'jam tribu M: Adrian Hila, T: Jorgo Papingji                       |
| 2000 | Rovena Dilo                                         | Ante i tokës time M: Alfred Kaçinari, Ardit Gjebrea, T: Rovena Dilo |
| 2001 | Aurela Gaçe                                         | Jetoj M: Adrian Hila, T: Jorgo Papingji                             |
| 2002 | Mira Konçi                                          | Brënda vetes më mer M: Shpëtim Saraçi, T: Pandi Laço                |
| 2003 | Anjeza Shahini                                      | Imazhi yt M: Edmond Zhulali, T: Agim Doçi                           |
| 2004 | Ledina Çelo                                         | Nesër shkoj M: Adrian Hila, T: Pandi Laço                           |
| 2005 | Luiz Ejlli                                          | Zjarr e ftohtë M: Klodian Qafoku, T: Florian Kondi                  |
| 2006 | Aida Dyrrah & Frederik Ndoci                        | Balada e Gurit M: Adrian Hila, T: Pandi Laço                        |
| 2007 | Olta Boka                                           | Zemrën e lamë peng M: Adrian Hila, T: Pandi Laço                    |
| 2008 | Kejsi Tola                                          | Më mërr në ëndërr M: Edmond Zhulali, T: Agim Doçi                   |
| 2009 | Juliana Pasha                                       | Nuk mundem pa ty M: Ardit Gjebrea, T: Pirro Çako                    |
| 2010 | Aurela Gaçe                                         | Kënga ime M: Shpëtim Saraçi, T: Sokol Marsi                         |
| 2011 | Rona Nishliu                                        | Suus M/T: Rona Nishliu                                              |
| 2012 | Adrian Lulgjuraj & Bledar Sejko                     | Identitet M: Bledar Sejko, T: Eda Sejko                             |
| 2013 | Herciana Matmuja                                    | Zemërimi i një nate M: Genti Lako, T: Jorgo Papingji                |
| 2014 | Elhaida Dani                                        | Diell M: Aldo Shllaku, T: Viola Trebicka, Sokol Marsi               |
| 2015 | Eneda Tarifa                                        | Përrallë M/T: Olsa Toqi                                             |
| 2016 | Lindita Halimi                                      | Botë M: Klodian Qafoku, T: Gerald Xhari                             |
| 2017 | Eugent Bushpepa                                     | Mall M, T: Eugent Bushpepa                                          |
| 2018 | Jonida Maliqi                                       | Ktheju tokës M/T: Eriona Rushiti                                    |
| 2019 | Arilena Ara                                         | Shaj M: Darko Dimitrov, T: Lazar Cvetkovski                         |
| 2020 | Anxhela Peristeri                                   | Karma M: Kledi Bahiti, T: Olti Curri                                |
| 2021 | Ronela Hajati                                       | Sekret M/T: Ronela Hajati                                           |
| 2022 | Elsa Lila                                           | Evita M/T: Elsa Lila                                                |
| 2023 | Mal Retkoceri                                       | Çmendur M/T: Mal Retkoceri                                          |
| 2024 | Shkodra Elektronike                                 | Zjerm M/T Kolë Laca, Beatriçe Gjergji                               |

## Vorentscheid für den Eurovision Song Contest
Seit dem Jahr 2003 ist das Festivali i Këngës der albanische Vorentscheid zum Eurovision Song Contest des Folgejahres. Anjeza Shahini gewann und debütierte 2004 für Albanien. Alle Songs müssen beim nationalen Festival in albanischer Sprache gesungen werden. Nach dem Wettbewerb wurden die Lieder häufig größeren Veränderungen unterzogen. Neben der erforderlichen Kürzung auf drei Minuten wurde auch oft der Titel neu arrangiert sowie die Lieder in englischer Sprache aufgenommen. Zehn Titel wurden bislang für den europäischen Wettbewerb vollständig ins Englische übersetzt, zwei Titel wurden zweisprachig (Englisch, Albanisch) und ein Titel wurde dreisprachig (Englisch, Albanisch, Spanisch) aufgeführt. Neun der Siegertitel wurden beim Eurovision Song Contest vollständig auf Albanisch gesungen, wobei in einem Fall der gegische Dialekt zum Ausdruck kam.
2022 wurde nicht die Gewinnerin des Wettbewerbes, Elsa Lila, an den ESC 2023 geschickt, sondern die Band Albina & Familja Kelmendi mit dem Lied Duje als Gewinnerin eines gesonderten Televotings. Auch 2023 wurde so verfahren, ehe man 2024 wieder zum ursprünglichen System zurückkehrte.